# Proel (marinero)
Se llama proel al marinero que en los botes, lanchas, etc. boga el último remo de proa y maneja el bichero en las atracadas y desatracadas de los muelles, buques etc. para lo cual debe ser el más inteligente de los que componen la esquifazón y hace de patrón en ausencias de éste. 
En concreto, el proel de galera era cada uno de los ocho hombres de toda confianza que ocupaban la proa para dirigir toda la maniobra de aquella parte. Estaban obligados a embarcar cada uno una coraza completa, un pavés y un sable o en lugar de éste una ballesta y garfio y cien virotes. Según algunos, tenían de sueldo cada uno por cuatrimestre diez libras barcelonesas pero en la ley 6ª, tit. 21, part. 2ª se ve que no estaban allí destinados precisamente para mandar o dirigir la maniobra sino para ser los primeros a pelear como los más esforzados.
También recibían el nombre de proeles o proeres desde el siglo XVI los marineros más jóvenes, los grumetes o gente menos práctica.